# Lista modelelor Playboy între anii 2000–2009
Lista modelelor playboy la masculin și feminin apare într-un catalog al revistei magazin playboy.

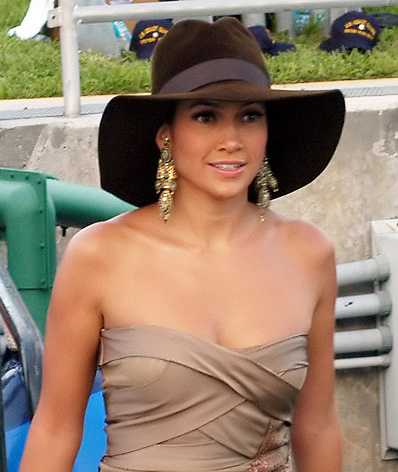
Jennifer Lopez

## 2000
| Luna  | Model de pe Copertă                                                | Model pe poster           | Obiectul interviului         | 20 de întrebări  | Imagini                                                        |
| ----- | ------------------------------------------------------------------ | ------------------------- | ---------------------------- | ---------------- | -------------------------------------------------------------- |
| 1-00  | Peter Max cover art                                                | Carol și Darlene Bernaola | Hugh Hefner                  | Rupert Everett   | coperta de Peter Max                                           |
| 2-00  | Angie Everhart                                                     | Suzanne Stokes            | Jeff Bezos                   | Steven Van Zandt | Angie Everhart, Playmate în Honduras/Fiji                      |
| 3-00  | Caprice Bourret                                                    | Nicole Marie Lenz         | Jon Stewart                  | Cindy Margolis   | Caprice, Mardi Gras 2000                                       |
| 4-00  | Bijou Phillips                                                     | Brande Nicole Roderick    | Rowland Evans & Robert Novak | Barry White      | Bijou Phillips, pauza de vară 2000                             |
| 5-00  | Sandy Bentley, Mandy Bentley (Samantha Speer pe coperta canadiană) | Brooke Berry              | Pete Rose                    | Michael Palin    | Sandy si Mandy Bentley, Ivonne Armant                          |
| 6-00  | Jodi Ann Paterson                                                  | Shannon Stewart           | Trey Parker & Matt Stone     | James Coburn     | Carré Otis, Jodi Ann Paterson-PMOY                             |
| 7-00  | Jaime Bergman                                                      | Neferteri Shepherd        | George Clooney               | Carson Daly      | Jaime Bergman, fete latino                                     |
| 8-00  | Darva Conger                                                       | Summer Altice             | John Malkovich               | Aimee Mann       | Darva Conger, viitoare olimpică, amintindu-și Dorothy Stratten |
| 9-00  | Shari Belafonte                                                    | Kerissa Fare              | Jennifer Lopez               | Seth Green       | Shari Belafonte, Sherry Lynne White                            |
| 10-00 | Lauren Michelle Hill                                               | Nichole Van Croft         | Bob Costas                   | Michael Johnson  | Fete din Conference USA, Fetele Nudespa                        |
| 11-00 | Chyna                                                              | Buffy Tyler               | Ben Stiller                  | Neil Labute      | Chyna, Fete din Rusia, Sex în Cinema 2000                      |
| 12-00 | Carmen Electra                                                     | Cara Michelle             | Drew Barrymore               | Jakob Dylan      | Carmen Electra, Fetele din Australia, Vedete sexuale of 2000   |

## 2001
| Luna  | Model de pe Copertă                            | Model pe poster      | Obiectul interviului | 20 de întrebări   | Imagini                                         |
| ----- | ---------------------------------------------- | -------------------- | --- | ----------------- | ----------------------------------------------- |
| 1-01  | Gabrielle Reece                                | Irina Voronina       | Gary E. Johnson | Carol Alt         | Gabrielle Reece                                 |
| 2-01  | Anna Nicole Smith                              | Lauren Michelle Hill | Vince McMahon | Sela Ward         | Anna Nicole Smith, Surfer Amy Cobb              |
| 3-01  | Kylie Bax                                      | Miriam Gonzalez      | Bobby Knight | Traci Lords       | Kylie Bax, Fete în golf                         |
| 4-01  | Irina Voronina                                 | Katie Lohmann        | Metallica | Wyclef Jean       |                                                 |
| 5-01  | Brooke Burke                                   | Crista Nicole        | Tom Green | Mariska Hargitay  | Brooke Burke,                                   |
| 6-01  | Brande Roderick                                | Heather Spytek       | Charlie Sheen | Edward Burns      | Brande Roderick-PMOY                            |
| 7-01  | Pamela Anderson                                | Kimberley Stanfield  | Chris Matthews | Johnny Knoxville  | Pictorial Pamela Anderson, Ginger Harrisson     |
| 8-01  | Belinda Carlisle                               | Jennifer Walcott     | Tim Burton | Jon Bon Jovi      | Belinda Carlisle                                |
| 9-01  | Jerri Manthey                                  | Dalene Kurtis        | Dale Earnhardt, Jr. | Stanley Tucci     | Jerri Manthey, Sascha Knopf                     |
| 10-01 | Julia Schultz, Stephanie Heinrich, Nicole Lenz | Stephanie Heinrich   | distribuția Viața la Casa Albă: Martin Sheen, Rob Lowe, Aaron Sorkin, John Wells, Thomas Schlamme, Pat Caddell, John Spencer, Bradley Whitford, Janel Moloney, Allison Janney, Richard Schiff si Dule Hill | Marg Helgenberger | Fetele din SEC, Leilani Rios                    |
| 11-01 | Angelica Bridges                               | Lindsey Vuolo        | Coen Brothers | Will Ferrell      | Angelica Bridges, Sex la cinema 2001            |
| 12-01 | Gena Lee Nolin                                 | Shanna Moakler       | Will Smith | Catherine Bell    | Gena Lee Nolin, Bebe Buell, Vedete sexuale 2001 |

## 2002
| Luna  | Model de pe Copertă                                 | Model pe poster     | Obiectul interviului | 20 de întrebări  | Imagini                                         |
| ----- | --------------------------------------------------- | ------------------- | -------------------- | ---------------- | ----------------------------------------------- |
| 1-02  | Chyna                                               | Nicole Narain       | Brit Hume            | Dan Patrick      | Joanie Laurer                                   |
| 2-02  | Dedee Pfeiffer                                      | Anka Romensky       | Gary Hart            | Hugh Jackman     | Dedee Pfeiffer, Cyber Girls                     |
| 3-02  | Kira Kener, Dasha, Tera Patrick                     | Tina Marie Jordan   | Allen Iverson        | Jamie Foxx       | Porn stars, Amy Hayes                           |
| 4-02  | Tiffany                                             | Heather Carolin     | Lennox Lewis         | Sarah Silverman  | Tiffany Jolene Blalock                          |
| 5-02  | Kiana Tom                                           | Christi Shake       | Bill O'Reilly        | Milla Jovovich   | Kiana Tom                                       |
| 6-02  | Dalene Kurtis                                       | Michele Rogers      | Curt Schilling       | Oscar de la Hoya | Dalene Kurtis PMOY, Playmates în primetime      |
| 7-02  | Shallan Meiers, Christina Santiago, Lauren Anderson | Lauren Anderson     | Fred Durst           | Chris Isaak      | Cine vrea să fie pe posterul Playboy?, Adriana  |
| 8-02  | Christine Nielsen                                   | Christina Santiago  | Harrison Ford        | Amanda Peet      | Femei din Enron, Rosie si Renee Tenison         |
| 9-02  | Jordan                                              | Shallan Meiers      | Larry Ellison        | Lenny Kravitz    | Jordan, Anita Marks                             |
| 10-02 | Teri Marie Harrison                                 | Teri Marie Harrison | Al Michaels          | Jamie Oliver     | Fetele din Big 12, Juggy Girls din The Man Show |
| 11-02 | Kristy Swanson                                      | Serria Tawan        | Willie Nelson        | Marshall Faulk   | Kristy Swanson, Sex la cinema 2002              |
| 12-02 | Dita Von Teese                                      | Lani Todd           | Denzel Washington    | Greg Kinnear     | Dita von Teese, Femei din Worldcom              |

## 2003
| Luna  | Model de pe Copertă          | Model pe poster            | Obiectul interviului | 20 de întrebări | Imagini                                       |
| ----- | ---------------------------- | -------------------------- | -------------------- | --------------- | --------------------------------------------- |
| 1-03  | Tia Carrere                  | Rebecca Anne Ramos         | Halle Berry          | Ron Insana      | Tia Carrere                                   |
| 2-03  | Alison Eastwood              | Charis Boyle               | Jimmy Kimmel         | Bernie Mac      | Allison Eastwood, Cyber Girls, Kate Brenner   |
| 3-03  | Dorismar                     | Pennelope Jimenez          | Colin Farrell        | Juliette Lewis  | Femei din TV latino, Katrina Barellova        |
| 4-03  | Carmen Electra               | Carmella DeCesare          | Jay-Z                | Andy Richter    | Carmen Electra                                |
| 5-03  | Torrie Wilson                | Laurie Fetter              | Billy Bob Thornton   | Jorja Fox       | Torrie Wilson, tribut Herb Ritts              |
| 6-03  | Sarah Kozer                  | Tailor James               | Mike Piazza          | Nelly           | Sarah Kozer, PMOY Christina Santiago          |
| 7-03  | Nikki Ziering                | Marketa Janska             | Lisa Marie Presley   | Rachel Weisz    | Nikki Ziering, 2 Fast 2 Furious 2 Fine        |
| 8-03  | Jenna Morasca, Heidi Strobel | Colleen Marie              | Tobey Maguire        | Charles Rangel  | Jenna Morasca si Heidi Strobel, Carnie Wilson |
| 9-03  | Signe Nordli                 | Luci Victoria              | Jon Gruden           | Nicolas Cage    | Femei din Starbucks, Jenny Haase              |
| 10-03 | Lauren Hill                  | Audra Lynn                 | O.J. Simpson         | Joe Rogan       | Fetele din Big Ten, Deanna Merryman           |
| 11-03 | Daryl Hannah                 | Divini Rae                 | Quentin Tarantino    | Bill Murray     | Daryl Hannah, Modele internaționale Playboy   |
| 12-03 | Shannen Doherty              | Deisy Teles si Sarah Teles | John Cusack          | William H. Macy | Shannen Doherty, Sex la cinema 2003           |

## 2004
| Luna  | Model de pe Copertă                                 | Model pe poster   | Obiectul interviului     | 20 de întrebări     | Imagini                                    |
| ----- | --------------------------------------------------- | ----------------- | ------------------------ | ------------------- | ------------------------------------------ |
| 1-04  | niciiunul                                           | Colleen Shannon   | Jack Nicholson           | Al Franken          | Al 50-lea număr aniversar                  |
| 2-04  | Jaime Pressly                                       | Aliya Wolf        | Kiefer Sutherland        | Dave Matthews       | Jaime Pressly, anul în sex 2004            |
| 3-04  | Rena Mero, Torrie Wilson (două coperți alternative) | Sandra Hubby      | Jim Carrey               | William Petersen    | Rena Mero, Torrie Wilson, Cyber Girls      |
| 4-04  | Rachel Hunter                                       | Krista Kelly      | 50 Cent                  | Kevin Smith         | Rachel Hunter, cea mai sexy DJ a lumii     |
| 5-04  | Pamela Anderson                                     | Nicole Whitehead  | Johnny Depp              | Matthew Perry       | Pamela Anderson, tribut Helmut Newton      |
| 6-04  | Charisma Carpenter                                  | Hiromi Oshima     | Derek Jeter              | Jude Law            | Charisma Carpenter, PMOY Carmella DeCesare |
| 7-04  | Peta Wilson                                         | Stephanie Glasson | Michael Moore            | Christina Applegate | Peta Wilson, Swingers                      |
| 8-04  | Eva Herzigova                                       | Pilar Lastra      | Matt Damon               | Spike Lee           | Eva Herzigova, 10 cele mai sexy barmane    |
| 9-04  | Amy Acuff                                           | Scarlett Keegan   | Sergey Brin & Larry Page | Terrel Owens        | Femei de la olimpoiadă, femei pictate      |
| 10-04 | Evelyn Gery                                         | Kimberly Holland  | Donald Trump             | Jimmy Fallon        | Fetele din the ACC, Raelism girls          |
| 11-04 | Brooke Burke                                        | Cara Zavaleta     | Oliver Stone             | John Carmack        | Brooke Burke, Kari Ann Peniche             |
| 12-04 | Denise Richards                                     | Tiffany Fallon    | Bernie Mac               | Dustin Hoffman      | Denise Richards, Sex la cinema 2004        |

## 2005
| Luna  | Model de pe Copertă                                                             | Model pe poster        | Obiectul interviului | 20 de întrebări    | Imagini                                           |
| ----- | ------------------------------------------------------------------------------- | ---------------------- | -------------------- | ------------------ | ------------------------------------------------- |
| 1-05  | Jenny McCarthy                                                                  | Destiny Davis          | Toby Keith           | James Caan         | Jenny McCarthy, Playmate Review 2005              |
| 2-05  | Teri Polo                                                                       | Amber Campisi          | Nicole Kidman        | Jolene Blalock     | Teri Polo, Fetele din Fear Factor                 |
| 3-05  | Paris Hilton                                                                    | Jillian Grace          | The Rock             | Kid Rock           | Deborah Gibson, cele mai sexy 25 de celebrități   |
| 4-05  | Christy Hemme                                                                   | Courtney Rachel Culkin | Les Moonves          | Mena Suvari        | Christy Hemme, Fetele din Brazilia                |
| 5-05  | Michelle Baena                                                                  | Jamie Westenhiser      | James Spader         | Vitali Klitschko   | Suburban                                          |
| 6-05  | Bai Ling                                                                        | Kara Monaco            | Lance Armstrong      | Paul Giamatti      | Playmateul anului Tiffany Fallon, Bai Ling        |
| 7-05  | Joanna Krupa                                                                    | Qiana Chase            | Owen Wilson          | Scarlett Johansson | Joanna Krupa, Karina Lombard                      |
| 8-05  | Diora Baird                                                                     | Tamara Witmer          | Ewan McGregor        | Kate Hudson        | Diora Baird, Cirque du Soleil                     |
| 9-05  | Jessica Canseco                                                                 | Vanessa Hoelsher       | Thomas L. Friedman   | Kurt Busch         | Jessica Canseco, Blonde din Suedia                |
| 10-05 | Sara Jean Underwood (ca Sara Jean cu Victoria Thornton în coperta din itnerior) | Amanda Paige           | George Carlin        | Ozzy Osbourne      | Fetele din Pac 10, Gaming Grows Up 2, Fiona Horne |
| 11-05 | Holly Madison, Bridget Marquardt & Kendra Wilkinson                             | Raquel Gibson          | Jamie Foxx           | Steve Carell       | The Girls Next Door, Kelly Monaco                 |
| 12-05 | Marilyn Monroe                                                                  | Christine Smith        | Pierce Brosnan       | Al Pacino          | Rachel Veltri, Sex la cinema                      |

## 2006
| Luna  | Model de pe Copertă                                 | Model pe poster     | Obiectul interviului | 20 de întrebări   | Imagini                                                  |
| ----- | --------------------------------------------------- | ------------------- | -------------------- | ----------------- | -------------------------------------------------------- |
| 1-06  | Lisa Guerrero                                       | Athena Lundberg     | Mark Cuban           | Kate Beckinsale   | Lisa Guerrero, Playmate Review 2005, Anul în sex 2005    |
| 2-06  | Adrianne Curry                                      | Cassandra Lynn      | Al Franken           | Hugh Laurie       | Adrianne Curry, Fetele din Toscana                       |
| 3-06  | Jessica Alba                                        | Monica Leigh        | Kanye West           | Franz Ferdinand   | Willa Ford, cele mai sexy 25 de celebrități              |
| 4-06  | Candice Michelle                                    | Holley Ann Dorrough | Keanu Reeves         | Craig Ferguson    | Candice Michelle, Cyber Girls                            |
| 5-06  | Alison Waite                                        | Alison Waite        | Ozzie Guillén        | Rebecca Romijn    | Fetele din top 10 școli de petreceri, Rachel Sterling    |
| 6-06  | Kara Monaco                                         | Stephanie Larimore  | Shepard Smith        | Jason Lee         | PMOY - Kara Monaco, Fetele de pe MySpace                 |
| 7-06  | Vida Guerra                                         | Sara Jean Underwood | Jerry Bruckheimer    | Dana White        | Vida Guerra, Fetele de la Campionatul Mondial            |
| 8-06  | Monica Leigh                                        | Nicole Voss         | Denis Leary          | Luke Wilson       | Fetele din Orange County, Stacey Dash, Tribut bikiniului |
| 9-06  | Kendra Wilkinson, Holly Madison & Bridget Marquardt | Janine Habeck       | Michael D. Brown     | Eva Longoria      | The Girls Next Door, Natalie Reid                        |
| 10-06 | Tamara Witmer                                       | Jordan Monroe       | Ludacris             | Johnny Knoxville  | Fetele din the Big 12, Christine Dolce                   |
| 11-06 | Mercedes McNab                                      | Sarah Elizabeth     | Arianna Huffington   | Tenacious D       | Mercedes McNab                                           |
| 12-06 | Cindy Margolis                                      | Kia Drayton         | Dixie Chicks         | Samuel L. Jackson | Cindy Margolis, Danielle Lloyd, Sex la cinema 2006       |

## 2007
| Luna  | Model de pe Copertă | Model pe poster    | Obiectul interviului | 20 de întrebări | Imagini                                                         |
| ----- | ------------------- | ------------------ | -------------------- | --------------- | --------------------------------------------------------------- |
| 1-07  | Pamela Anderson     | Jayde Nicole       | T. Boone Pickens     | Ellen Pompeo    | Pamela Anderson, Anul în sex 2006                               |
| 2-07  | Tricia Helfer       | Heather Rene Smith | Simon Cowell         | Bettie Page     | Tricia Helfer, Michelle Manhart                                 |
| 3-07  | Mariah Carey        | Tyran Richard      | Jeremy Piven         | Mariah Carey    | cele mai sexy 25 de celebrități, Erica Chevillar                |
| 4-07  | Ashley Massaro      | Giuliana Marino    | Bill Maher           | Will Arnett     | Ashley Massaro, Playmate internațional                          |
| 5-07  | Anna Nicole Smith   | Shannon James      | Steve Nash           | Fergie          | Fetele din Conference USA, Anna Nicole Smith: The Playboy Years |
| 6-07  | Kristine Lefebvre   | Brittany Binger    | Matt Groening        | Don Rickles     | PMOY - Sara Jean Underwood                                      |
| 7-07  | Amanda Beard        | Tiffany Selby      | Bruce Willis         | Danica Patrick  | Amanda Beard, Reby Sky, Fetele din Montauk                      |
| 8-07  | Garcelle Beauvais   | Tamara Sky         | Chris Tucker         | Paul Rudd       | Garcelle Beauvais-Nilon, Vicki, Sarah, si Rachel Satterfield    |
| 9-07  | Amanda Paige        | Patrice Hollis     | Clive Owen           | Jaime Pressly   | Christa Campbell                                                |
| 10-07 | Giuliana Marino     | Spencer Scott      | Keith Olbermann      | Ali Larter      | Fetele din the SEC, Alicia Machado                              |
| 11-07 | Lindsey Roeper      | Lindsay Wagner     | Robert Redford       | Matt Leinart    | Fosta prietenă a lui Barry Bonds Kimberly Bell                  |
| 12-07 | Kim Kardashian      | Sasckya Porto      | Bill Richardson      | Joaquin Phoenix | Fetele din gaming, Sex la cinema 2007                           |

## 2008
| Luna  | Model de pe Copertă                                 | Model pe poster                 | Obiectul interviului | 20 de întrebări      | Imagini                                                 |
| ----- | --------------------------------------------------- | ------------------------------- | -------------------- | -------------------- | ------------------------------------------------------- |
| 1-08  | Adrianne Curry                                      | Sandra Nilsson                  | Tina Fey             | Helena Bonham Carter | Adrianne Curry, 2007 year in sex, 2007 Playmate review  |
| 2-08  | Tiffany Fallon                                      | Michelle McLaughlin             | Matthew McConaughey  | Rachel Bilson        | Fetele din Hooters 2008, Irish McCalla                  |
| 3-08  | Kendra Wilkinson, Holly Madison & Bridget Marquardt | Ida Ljungqvist                  | Garry Kasparov       | Charles Barkley      | Cele mai sexy 25 de celebrități ale Playboy, CoCo       |
| 4-08  | Maria Kanellis                                      | Regina Deutinger                | Chad Kroeger         | Jenna Fischer        | Maria Kanellis                                          |
| 5-08  | Olga Kurbatova                                      | AJ Alexander                    | Fareed Zakaria       | Bob Saget            | Femei din Rusia, Jennifer Leigh                         |
| 6-08  | Jayde Nicole                                        | Juliette Fretté                 | Steve Carell         | Harvey Levin         | Jayde Nicole - PMOY, Femei din Crazy Horse              |
| 7-08  | Cindy Margolis                                      | Laura Croft                     | Drew Pinsky          | Lewis Black          | Cindy Margolis, fotografii rare cu Marilyn Monroe       |
| 8-08  | Ashley Harkleroad                                   | Kayla Collins                   | Ben Stiller          | Selma Blair          | Ashley Harkleroad, Susie Feldman                        |
| 9-08  | Anna Faris                                          | Valerie Mason                   | Dana White           | Anna Faris           | Beauty si the Geek Amanda Corey, fata de la pagina trei |
| 10-08 | Kelly Carrington                                    | Kelly Carrington                | Pete Wentz           | Kevin Connolly       | Fetele din the Big Ten, Kristy Morgan                   |
| 11-08 | Rachelle Leah                                       | Grace Kim                       | Daniel Craig         | Chelsea Handler      | Rachelle Leah, fetele Bond retrospetivă                 |
| 12-08 | Carol Alt                                           | Jennifer si Natalie Jo Campbell | Hugh Jackman         | Rosario Dawson       | Carol Alt, Sex la cinema 2008                           |

## 2009
| Luna                 | Model de pe Copertă                                | Model pe poster                                               | Obiectul interviului | 20 de întrebări           | Imagini                                                              |
| -------------------- | -------------------------------------------------- | ------------------------------------------------------------- | -------------------- | ------------------------- | -------------------------------------------------------------------- |
| 1-09                 | Carmen Electra                                     | Dasha Astafieva                                               | Richard Branson      | Marston si Cooper Hefner  | Carmen Electra, retrospectiva celui de-al 55-lea an                  |
| 2-09                 | Holly Madison, Bridget Marquardt, Kendra Wilkinson | Jessica Burciaga                                              | Hugh Laurie          | Josh Holloway             | Holly Madison, Bridget Marquardt, Kendra Wilkinson, The year in sex  |
| 3-09                 | Aubrey O'Day                                       | Jennifer Pershing                                             | Kenny Chesney        | Flight of the Conchords   | cele mai sexy 25 de celebrități                                      |
| 4-09                 | Seth Rogen, Hope Dworaczyk                         | Hope Dworaczyk                                                | Seth Rogen           | Amy Smart                 | Playmateuri internaționale, Bettie Page                              |
| 5-09                 | Lisa Rinna                                         | Crystal McCahill                                              | Chuck Palahniuk      | Zachary Quinto            | Lisa Rinna, Femei din Wall Street                                    |
| 6-09                 | America Olivo                                      | Candice Cassidy                                               | Shia LaBeouf         | Scott Boras               | America Olivo, PMOY - Ida Ljungqvist                                 |
| Summer (7-09 & 8-09) | Olivia Munn                                        | Karissa Shannon (Miss iulie) & Kristina Shannon (Miss august) | Alec Baldwin         | Judd Apatow               | De ce iubim anii 70, Viziune dublă, Electric Ladyland, Monica Hansen |
| 9-09                 | Heidi Montag                                       | Kimberly Phillips                                             | Seth MacFarlane      | Diane Kruger              | Heidi Montag. Michelle More & Suzanne Stonebarger                    |
| 10-09                | Kiera Gormley, Tuuli Shipster                      | Lindsey Gayle Evans                                           | Woody Harrelson      | Shawne Merriman           | Vampire pictorial, Fetele din ACC                                    |
| 11-09                | Marge Simpson sau Alina Puscau                     | Kelley Thompson                                               | Benicio del Toro     | Tracy Morgan              | Alina Pușcău, Farrah Fawcett                                         |
| 12-09                | Chelsea Handler sau Joanna Krupa                   | Crystal Harris                                                | James Cameron        | Quinton "Rampage" Jackson | Sex la cinema, Joanna Krupa, Sasha Grey                              |